# Campionati europei di pattinaggio di velocità 2013
I Campionati europei di pattinaggio di velocità 2013 sono stati la 107ª edizione della manifestazione. Si sono svolti a Heerenveen, nei Paesi Bassi, dall'11 al 13 gennaio 2013.

L'olandese Sven Kramer ha vinto il titolo maschile per la sesta volta, la seconda consecutiva. La sua connazionale Ireen Wüst ha conquistato per la seconda volta il titolo femminile.

## Programma
| Giorno          | Ora (UTC+1) | Prova            |
| --------------- | ----------- | ---------------- |
| 11 gennaio 2013 | 17:45       | 500 m maschili   |
| 11 gennaio 2013 | 18:57       | 5000 m maschili  |
| 12 gennaio 2013 | 14:15       | 500 m femminili  |
| 12 gennaio 2013 | 15:01       | 1500 m maschili  |
| 12 gennaio 2013 | 16:00       | 3000 m femminili |
| 13 gennaio 2013 | 14:00       | 1500 m femminili |
| 13 gennaio 2013 | 15:00       | 10000 m maschili |
| 13 gennaio 2013 | 16:40       | 5000 m femminili |

## Campionati maschili
| Pos. | Atleta               | Nazione     | Tempo |
| ---- | -------------------- | ----------- | ----- |
| 1    | Konrad Niedźwiedzki  | Polonia     | 35"93 |
| 2    | Zbigniew Bródka      | Polonia     | 36"03 |
| 3    | Håvard Bøkko         | Norvegia    | 36"14 |
| 4    | Jan Blokhuijsen      | Paesi Bassi | 36"40 |
| 5    | Simen Spieler Nilsen | Norvegia    | 35"54 |

| Pos. | Atleta                | Nazione     | Tempo   |
| ---- | --------------------- | ----------- | ------- |
| 1    | Sven Kramer           | Paesi Bassi | 6'12"55 |
| 2    | Jan Blokhuijsen       | Paesi Bassi | 6'18"16 |
| 3    | Sverre Lunde Pedersen | Norvegia    | 6'19"07 |
| 4    | Bart Swings           | Belgio      | 6'19"13 |
| 5    | Ivan Skobrev          | Russia      | 6'19"85 |

| Pos. | Atleta                | Nazione  | Tempo   |
| ---- | --------------------- | -------- | ------- |
| 1    | Konrad Niedźwiedzki   | Polonia  | 1'46"32 |
| 2    | Zbigniew Bródka       | Polonia  | 1'46"38 |
| 3    | Sverre Lunde Pedersen | Norvegia | 1'46"39 |
| 4    | Bart Swings           | Belgio   | 1'46"47 |
| 5    | Håvard Bøkko          | Norvegia | 1'46"78 |

| Pos. | Atleta            | Nazione     | Tempo    |
| ---- | ----------------- | ----------- | -------- |
| 1    | Sven Kramer       | Paesi Bassi | 12'55"98 |
| 2    | Jan Blokhuijsen   | Paesi Bassi | 13'01"60 |
| 3    | Bart Swings       | Belgio      | 13'08"08 |
| 4    | Håvard Bøkko      | Norvegia    | 13'08"16 |
| 5    | Moritz Geisreiter | Germania    | 13'09"68 |

### Classifica generale
| Pos.    | Atleta                | Nazione     | 500 m      | 5000 m       | 1500 m       | 10000 m      | Punti   |
| ------- | --------------------- | ----------- | ---------- | ------------ | ------------ | ------------ | ------- |
| Oro     | Sven Kramer           | Paesi Bassi | 36"70 (7)  | 6'12"55 (1)  | 1'47"49 (8)  | 12'55"98 (1) | 148,584 |
| Argento | Jan Blokhuijsen       | Paesi Bassi | 36"40 (4)  | 6'18"16 (2)  | 1'47"89 (10) | 13'01"60 (2) | 149,259 |
| Bronzo  | Håvard Bøkko          | Norvegia    | 36"14 (3)  | 6'23"38 (7)  | 1'46"78 (5)  | 13'08"16 (4) | 149,479 |
| 4       | Sverre Lunde Pedersen | Norvegia    | 36"86 (9)  | 6'19"07 (3)  | 1'46"39 (3)  | 13'12"86 (6) | 149,873 |
| 5       | Bart Swings           | Belgio      | 37"47 (19) | 6'19"13 (4)  | 1'46"47 (4)  | 13'08"08 (3) | 150,277 |
| 6       | Ivan Skobrev          | Russia      | 36"91 (11) | 6'19"86 (5)  | 1'48"59 (12) | 13'29"27 (7) | 151,554 |
| 7       | Konrad Niedźwiedzki   | Polonia     | 35"93 (1)  | 6'33"75 (13) | 1'46"32 (1)  | 13'45"13 (8) | 152,001 |
| 8       | Moritz Geisreiter     | Germania    | 38"03 (21) | 6'22"10 (6)  | 1'48"96 (13) | 13'09"68 (5) | 152,004 |
| 9       | Zbigniew Bródka       | Polonia     | 36"03 (2)  | 6'35"17 (14) | 1'46"38 (2)  |              | 111,007 |
| 10      | Renz Rotteveel        | Paesi Bassi | 36"93 (12) | 6'24"42 (8)  | 1'47"77 (9)  |              | 111,295 |
| 11      | Jan Szymański         | Polonia     | 36"61 (6)  | 6'29"81 (10) | 1'47"24 (6)  |              | 111,337 |
| 12      | Haralds Silovs        | Lettonia    | 36"90 (10) | 6'28"19 (9)  | 1'47"29 (7)  |              | 111,482 |
| 13      | Denis Juskov          | Russia      | 36"98 (14) | 6'33"65 (12) | 1'48"00 (11) |              | 112,345 |
| 14      | Simen Spieler Nilsen  | Norvegia    | 36"54 (5)  | 6'36"19 (15) | 1'49"32 (14) |              | 112,599 |
| 15      | Ted-Jan Bloemen       | Paesi Bassi | 37"52 (20) | 6'30"17 (11) | 1'50"50 (18) |              | 113,370 |
| 16      | Bram Smallenbroek     | Austria     | 37"18 (16) | 6'40"65 (17) | 1'49"69 (15) |              | 113,811 |
| 17      | Luca Stefani          | Italia      | 36"98 (14) | 6'42"17 (20) | 1'50"19 (16) |              | 113,927 |
| 18      | David Andersson       | Svezia      | 36"70 (7)  | 6'45"59 (21) | 1'50"73 (19) |              | 114,169 |
| 19      | Matteo Anesi          | Italia      | 36"95 (13) | 6'46"16 (22) | 1'50"20 (19) |              | 114,299 |
| 20      | Robert Lehmann        | Germania    | 37"42 (17) | 6'37"78 (16) | 1'53"14 (21) |              | 114,911 |
| 21      | Vital' Michajlaŭ      | Bielorussia | 37"44 (18) | 6'48"07 (23) | 1'52"02 (20) |              | 115,587 |
| 22      | Stefan Due Schmidt    | Danimarca   | 38"61 (22) | 6'53"32 (24) | 1'54"81 (23) |              | 118,212 |
| 23      | Martin Hänggi         | Svizzera    | 38"65 (24) | 6'41"46 (18) | 1'58"79 (24) |              | 118,392 |
| 24      | Ferre Spruyt          | Belgio      | 55"59 (26) | 6'41"55 (19) | 1'53"90 (22) |              | 133,711 |
| 25      | Zdeněk Haselsberger   | Rep. Ceca   | 38"62 (23) | 6'55"66 (25) |              |              | 80,186  |
| 26      | Robert Brandt         | Finlandia   | 39"63 (25) | 7'03"32 (26) |              |              | 81,962  |

I primi 17 classificati si sono qualificati per i Campionati mondiali completi 2013.

## Campionati femminili
| Pos. | Atleta             | Nazione     | Tempo |
| ---- | ------------------ | ----------- | ----- |
| 1    | Karolína Erbanová  | Rep. Ceca   | 38"72 |
| 2    | Ekaterina Lobyševa | Russia      | 38"98 |
| 3    | Antoinette de Jong | Paesi Bassi | 39"42 |
| 4    | Ireen Wüst         | Paesi Bassi | 39"69 |
| 5    | Ekaterina Šichova  | Russia      | 39"90 |

| Pos. | Atleta            | Nazione     | Tempo   |
| ---- | ----------------- | ----------- | ------- |
| 1    | Ireen Wüst        | Paesi Bassi | 4'01"25 |
| 2    | Martina Sábliková | Rep. Ceca   | 4'03"68 |
| 3    | Linda de Vries    | Paesi Bassi | 4'05"33 |
| 5    | Diane Valkenburg  | Paesi Bassi | 4'05"84 |
| 5    | Stephanie Beckert | Germania    | 4'06"45 |

| Pos. | Atleta            | Nazione     | Tempo   |
| ---- | ----------------- | ----------- | ------- |
| 1    | Ireen Wüst        | Paesi Bassi | 1'56"39 |
| 2    | Linda de Vries    | Paesi Bassi | 1'57"57 |
| 3    | Diane Valkenburg  | Paesi Bassi | 1'57"76 |
| 4    | Ida Njåtun        | Norvegia    | 1'58"57 |
| 5    | Martina Sábliková | Rep. Ceca   | 1'58"68 |

| Pos. | Atleta             | Nazione     | Tempo   |
| ---- | ------------------ | ----------- | ------- |
| 1    | Martina Sábliková  | Rep. Ceca   | 6'57"16 |
| 2    | Ireen Wüst         | Paesi Bassi | 7'01"95 |
| 3    | Linda de Vries     | Paesi Bassi | 7'02"77 |
| 4    | Diane Valkenburg   | Paesi Bassi | 7'05"56 |
| 5    | Antoinette de Jong | Paesi Bassi | 7'08"52 |

### Classifica generale
| Pos.    | Atleta                 | Nazione     | 500 m      | 5000 m       | 1500 m       | 10000 m     | Punti   |
| ------- | ---------------------- | ----------- | ---------- | ------------ | ------------ | ----------- | ------- |
| Oro     | Ireen Wüst             | Paesi Bassi | 39"69 (4)  | 4'01"25 (1)  | 1'56"39 (1)  | 7'01"95 (2) | 160,889 |
| Argento | Linda de Vries         | Paesi Bassi | 39"98 (7)  | 4'05"33 (3)  | 1'57"57 (2)  | 7'02"77 (3) | 162,335 |
| Bronzo  | Diane Valkenburg       | Paesi Bassi | 39"93 (6)  | 4'05"84 (4)  | 1'57"76 (3)  | 7'05"56 (4) | 162,712 |
| 4       | Martina Sáblíková      | Rep. Ceca   | 40"95 (16) | 4'03"68 (2)  | 1'58"68 (5)  | 6'57"16 (1) | 162,839 |
| 5       | Antoinette de Jong     | Paesi Bassi | 39"42 (3)  | 4'07"48 (6)  | 1'59"02 (8)  | 7'08"52 (5) | 163,191 |
| 6       | Ol'ga Graf             | Russia      | 40"26 (10) | 4'08"64 (8)  | 1'59"24 (9)  | 7'09"90 (6) | 164,436 |
| 7       | Claudia Pechstein      | Germania    | 40"01 (8)  | 4'09"67 (9)  | 1'58"80 (6)  | 7'14"08 (7) | 164,629 |
| 8       | Ida Njåtun             | Norvegia    | 40"15 (9)  | 4'07"77 (7)  | 1'58"57 (4)  | 7'17"73 (8) | 164,741 |
| 9       | Ekaterina Lobyševa     | Russia      | 38"98 (2)  | 4'15"23 (13) | 1'59"50 (10) |             | 121,351 |
| 10      | Ekaterina Šichova      | Russia      | 39"90 (5)  | 4'14"83 (12) | 1'58"85 (7)  |             | 121,987 |
| 11      | Natalia Czerwonka      | Polonia     | 40"35 (13) | 4'10"90 (10) | 2'00"21 (12) |             | 122,236 |
| 12      | Karolína Erbanová      | Rep. Ceca   | 38"72 (1)  | 4'27"89 (22) | 2'00"02 (11) |             | 123,374 |
| 13      | Luiza Złotkowska       | Polonia     | 40"34 (12) | 4'14"83 (14) | 2'01"81 (13) |             | 123,516 |
| 14      | Francesca Lollobrigida | Italia      | 41"02 (17) | 4'16"82 (16) | 2'01"95 (15) |             | 124,473 |
| 15      | Anna Rokita            | Austria     | 41"15 (18) | 4'15"78 (15) | 2'02"74 (18) |             | 124,693 |
| 16      | Mari Hemmer            | Norvegia    | 41"67 (24) | 4'14"75 (11) | 2'01"84 (14) |             | 124,741 |
| 17      | Stephanie Beckert      | Germania    | 43"17 (26) | 4'06"45 (5)  | 2'02"39 (17) |             | 125,041 |
| 18      | Katarzyna Woźniak      | Polonia     | 40"84 (15) | 4'19"16 (19) | 2'03"05 (20) |             | 125,049 |
| 19      | Jelena Peeters         | Belgio      | 41"27 (21) | 4'17"68 (17) | 2'02"82 (19) |             | 125,156 |
| 20      | Isabell Ost            | Germania    | 41"61 (23) | 4'17"98 (18) | 2'02"22 (16) |             | 125,346 |
| 21      | Taccjana Michajlava    | Bielorussia | 41"23 (20) | 4'27"79 (21) | 2'06"26 (21) |             | 127,947 |
| 22      | Ágota Tóth             | Ungheria    | 40"71 (14) | 4'29"44 (24) | 2'07"45 (23) |             | 128,099 |
| 23      | Daniela Oltean         | Romania     | 41"70 (25) | 4'25"53 (20) | 2'07"17 (22) |             | 128,345 |
| 24      | Sofie Karoline Haugen  | Norvegia    | 41"42 (22) | 4'28"98 (23) | 2'07"72 (24) |             | 128,823 |
| 25      | Vanessa Bittner        | Austria     | 40"31 (11) | 4'35"69 (26) |              |             | 86,258  |
| 26      | Johanna Östlund        | Svezia      | 41"22 (19) | 4'32"32 (25) |              |             | 86,606  |
| 27      | Sara Bak-Briand        | Danimarca   | 43"74 (27) | 4'36"38 (27) |              |             | 89,903  |

Le prime 14 classificate si sono qualificate per i Campionati mondiali completi 2013.